# 596543 Ubu
596543 Ubu è un asteroide della fascia principale. Scoperto nel 2005, presenta un'orbita caratterizzata da un semiasse maggiore pari a 3,043136 UA e da un'eccentricità di 0,196844, inclinata di 1,774474° rispetto all'eclittica.
Il nome ricorda il personaggio fittizio di Ubu, creato da Alfred Jarry e apparso per la prima volta nell'opera Ubu re.